# Орбис (телеканал)
Орбис (макед. Орбис) — северомакедонский частный телеканал из города Битола.

## История
Вещание телеканал начал 25 декабря 1990 под именем Радио и телевидение Орбис, став первым каналом, удовлетворяющим условиям нового закона «О телерадиовещании и иных нормативах». Принятие закона о телерадиовещании вынудило провести руководство телеканала серию организационных и технических изменений и привести канал к требованиям законодательства. В разгар реформ были проведены несколько курсов, обучены многочисленные сотрудники, подготовлены студии вещания и т.д.

## Сетка вещания
В сетку вещания «Орбис» входят информационные, культурно-развлекательные, спортивные телепередачи, а также художественные и документальные фильмы. В наличии три редакции: информационного отдела, развлекательного отдела и отдела спортивных новостей. Штат сотрудников составляет 50 человек.

## Технологии
Все оборудование телекомпании «Орбис» полностью оцифровано. Цифровая запись ведётся на видеокамеры в формате XDcam и на диски в формате Blu-ray. Есть две телестудии, расположенные по соседству, в которых расположены две камеры на кранах.